# Pheromone (Lied)
Pheromone ist die zweite Single aus dem Album Blaues Blut von Fler. Sie erschien am 12. April 2013 über das Independent-Label Maskulin.

## Titel
| Wörter/Ausdruck | Übersetzung                  | Sprache                   |
| --------------- | ---------------------------- | ------------------------- |
| Bad Boy         | böser Junge                  | Englisch                  |
| Penthouse       | Dachterrassenwohnung         | Englisch                  |
| Business        | Geschäft                     | Englisch                  |
| Masel tov!      | Viel Erfolg!                 | Jüdisch                   |
| Dinner          | Abendessen                   | Englisch                  |
| Toy             | nicht ernstzunehmende Person | Englisch / Hip-Hop-Jargon |

„Pheromone“ sind chemische Botenstoffe, die zur Kommunikation zwischen Lebewesen dienen. Im Song wird hauptsächlich auf die Sexualpheromone angespielt. Diese signalisieren die Bereitschaft zur Paarung. Fler bezeichnet es als „der Geruch des Erfolgs“.

## Sprache, Stil und Anspielungen
Der Text wird von Fler in mehreren Sprachen vorgetragen. Während das Hauptaugenmerk auf Deutsch liegt, kommen auch Einflüsse aus dem Englischen und aus dem Jüdischen im Text vor.
Fler wertet sich selber stark auf und stilisiert sich als reicher Unternehmer („Versace-Brille - Junge, mein Geschäft läuft“, „Penthouse im Süden, Hotel-Suiten. Ich bin interessiert an Geld, nicht an Weltfrieden.“) Der sogenannte „Hashtag Flow“ wird oft verwendet. Fler rappt den Text vergleichbar langsam.
Das Lied enthält einige Anspielung bezüglich mehrerer Bereiche. Fler spielt auf seine Amerika-Auswanderungspläne an, indem er im Musikvideo während der Zeile „Deutschland kapiert’s nicht – tschüss, tschüss. Ich lass’ keinen von euch ran an mein Business“ die Amerika-Flagge zeigt. Fler spielt er auf den Drogendealer Frank Lucas an („Frank Lucas, Südberlin, Bad Boy)“. Zudem findet der Rapper Kool Savas im Text eine Erwähnung („King wie Savas, nur ein bisschen cooler“). Er erwähnt die Vorspeise Carpaccio („Carpaccio zum Frühstück, kein Dinner“) sowie das Modeunternehmen Versace („Versace-Brille, Junge, mein Geschäft läuft“). Außerdem spielt Fler auf den Film Forrest Gump („Baby, bei mir läuft - Forrest Gump“) und auf sein zweites Soloalbum Trendsetter („Trendsetter. Diese Toys kopieren mich“) an.

## Produktion
Die Single wurde von dem Produzenten-Team Hijackers, bestehend aus Produes, Bo Diggler, Mminx und Phlexter produziert und gemixt. Der Song wurde in Berlin aufgenommen. Den Text zum Song schrieb Fler.

## Titelliste
| # | Titel                      | Gastmusiker | Produzent | Länge |
| - | -------------------------- | ----------- | --------- | ----- |
| 1 | Pheromone                  |             | Hijackers | 3:01  |
| 2 | Pheromone (Instrumental)   |             | Hijackers | 3:02  |
| 3 | Mut zur Hässlichkeit (JBG) |             | Hijackers | 4:29  |

## Kritik
Bei rappers.in wurde Pheromone als textlich schwach, aber dafür als arrogant wirkendes Lied bewertet.

„Fler rappt über seinen Erfolg und seinen dekadenten Lifestyle. Textlich kommt dies leider ziemlich flach daher. Der Berliner bringt hier mehr als einmal Lines, die einen die Haare raufen lassen. Und doch wirkt es irgendwie. Der simpel gehaltene Text bringt die gewollte Arroganz Flers ziemlich gut rüber und lässt ihn irgendwie erhaben wirken.“

## Musikvideo
Am 21. März 2013 wurde das Making-of zu Pheromone veröffentlicht. In dem Making-of äußert Fler, dass das Musikvideo als zensierte und auch als unzensierte Version erscheinen wird. Das Musikvideo zur Single, welches von Nazarfilms gedreht wurde, wurde offiziell am 27. März 2013 auf YouTube veröffentlicht. Die Single erschien am 12. April als digitale und als physische Single. Neben der Instrumental-Version ist auch der Song Mut zur Hässlichkeit vorhanden. Das Thema der Single ist das Streben nach dem Erfolg.
Das Musikvideo zur Single wurde in Wien von dem österreichischen Rapper Nazar und seiner Produktionsfirma Nazarfilms gedreht.  Es erschien am 27. März 2013 offiziell auf YouTube als zensierte Version. Eine unzensierte Version des Musikvideos wurde ebenfalls hochgeladen. In dem Video sieht man Fler zwischen hängenden Ketten und manchmal vor einem Auto. Neben ihm sind gelegentlich die Rapper G-Hot und Animus zu sehen. Außerdem kann man im Video leicht bekleidete Frauen mit Waffen sehen. Die Schriftzüge „Maskulin“ oder „Pheromone“ werden in einzelnen Szene im Hintergrund eingeblendet. Der unzensierte Clip wurde über Pornhub und YouPorn hochgeladen, nachdem YouTube den Clip sperrte. Das Video enthält lesbische Hardcore-Szenen. Fler sitzt auf einem Bett, während zwei Frauen hinter ihm miteinander schlafen.

## Mut zur Hässlichkeit
Mut zur Hässlichkeit ist als Bonustrack auf der CD-Single enthalten. Der Song ist ein Disstrack gegen die Rapper Kollegah und Farid Bang.